# ويليام موريسون (سياسي)
ويليام موريسون هو سياسي كندي، ولد في 24 أبريل 1891 في لاك مغانتيك في كندا، وتوفي في 1970 في مدسين هات في كندا. حزبياً، نشط في حزب الائتمان الاجتماعي في ألبرتا ‏. وقد انتخب عضو الجمعية التشريعية ألبرتا.